# Saint George (parish i Barbados)
Saint George är en parish i Barbados. Den ligger i den centrala delen av landet. Antalet invånare är 19 530. Arean är 44 kvadratkilometer. 
Terrängen i Saint George är lite kuperad.